# Professional Building (Waterville)
El Professional Building es un edificio comercial histórico en 177-179 Main Street en la ciudad de Waterville, en el estado de Maine (Estados Unidos). Construido en 1923 con un diseño de Miller & Mayo de Portland, es un raro ejemplo temprano de arquitectura art déco en el estado. Fue incluido en el Registro Nacional de Lugares Históricos en 1982.

## Descripción e historia
El edificio profesional de Waterville se encuentra en el distrito comercial del downtown, en la esquina noreste con de las calles Main y Appleton. Es una estructura de cuatro pisos, con un marco de acero revestido de ladrillo y hormigón. La fachada de la calle principal tiene cinco tramos de ancho, con los tramos exteriores sobresaliendo ligeramente, dando la impresión de torres. Los tramos exteriores en ambas fachadas de las calles tienen entradas enmarcadas en arcos segmentados decorados, y todo el primer piso está coronado por trabajos de concreto decorados.
La parte superior tiene elementos decorativos similares, con parapetos elevados en las esquinas. Las ventanas en los tramos de las esquinas son de hoja estándar, con paneles decorativos entre ellas, mientras que los tramos interiores tienen grupos de tres ventanas en una configuración estrecha-ancha-estrecha. Los tramos se articulan mediante pilares de ladrillo salientes, coronados por elementos decorativos en el parapeto superior.
El edificio fue diseñado por la destacada firma de Portland Miller and Mayo, y fue construido en 1923. En el momento de su construcción, era (con más de 2787 m² de espacio comercial y de oficinas de primera calidad) el edificio más grande de su tipo en la ciudad. Sus detalles arquitectónicos también representan un ejemplo inusualmente temprano de elementos art déco en el estado.